# Karl Ernst Georges
Karl Ernst Georges (pronuncia tedesca [ɡeˈɔʀɡəs]; Gotha, 26 dicembre 1806 – Gotha, 25 agosto 1895) è stato un filologo classico, latinista e lessicografo tedesco.

## Biografia
Trascorse quasi tutta la vita a Gotha. Figlio di un artigiano, era destinato a proseguire l'attività paterna di vetraio; continuò gli studi per gli incoraggiamenti dei suoi insegnanti al liceo "Illustre" di Gotha, Friedrich Wilhelm Döring e Ernst Friedrich Wüstemann e più tardi del lessicografo Friedrich Karl Kraft, quest'ultimo incontrato al liceo di Nordhausen, località dove era stato mandato a causa della salute delicata. Proseguì gli studi nelle università di Gottinga e Lipsia, dove prese parte alla revisione di una nuova edizione del Dizionario latino-tedesco dello Scheller (1735-1803) e Lünemann (1780-1830). Il suo vocabolario tedesco-latino fu completato nel 1833 e accettato all'università di Jena come tesi di dottorato. 
Nel 1839-56 fu uno dei più prestigiosi insegnanti di Gotha; ma una malattia agli occhi e il desiderio di avere del tempo libero da dedicare ai suoi studi lo spinsero al pensionamento, dopo il quale dedicò tutte le sue energie alla lessicografia.
Intraprese di seguito la compilazione di un nuovo dizionario latino-tedesco, tradotto nel 1891 in italiano, con ampliamenti e adattamenti, da Ferruccio Calonghi.
Si dedicò quindi alla preparazione dell'opera Thesaurus della latinità classica, che si è arrestato alla lettera K.